# Barentsia variarticulata
Barentsia variarticulata är en bägardjursart som beskrevs av Andersson 1902. Barentsia variarticulata ingår i släktet Barentsia och familjen Barentsiidae. Inga underarter finns listade i Catalogue of Life.